# Palazzo delle scuole elementari di Mirandola
Il palazzo delle scuole elementari di Mirandola è un grande edificio situato lungo i viali di Circonvallazione di Mirandola, in provincia di Modena.
Inaugurato nel 1910, la struttura è stata la sede principale della scuola primaria "Dante Alighieri" e del Distretto scolastico di Mirandola fino al maggio 2012, quando il devastante terremoto dell'Emilia l'ha resa inagibile.

## Storia
Nel 1859, al momento dell'annessione di Mirandola al Regno di Sardegna, erano già presenti in città diverse classi di scuola elementare. Nel 1860 l'amministrazione comunale istituì, all'interno di un palazzo di via La Fenice (attuale via Giovanni Pico), quattro sezioni maschili delle scuole elementari, oltre ad insegnamenti tecnici, ginnasiali, artistici, musicali e di ginnastica. Nel 1862 vennero aperte anche le pubbliche scuole femminili.

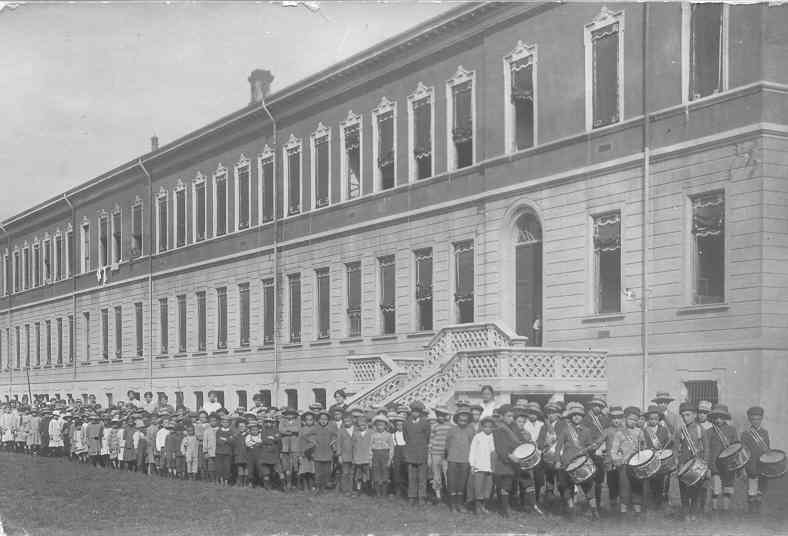
Alunni della scuola nel 1915

Nel 1905, a seguito dell'aumento degli alunni, si rese necessaria la costruzione di un nuovo e grande edificio per ospitare tutte le scuole della Mirandola. L'incarico di redigere il progetto viene affidato all'ingegnere comunale Alberto Vischi, che disegna "un edificio che soddisfacesse alle moderne esigenze della pedagogia e dell'igiene, evitando ogni artificiosità e quindi abolendo completamente il lusso inutile e non compatibile colle esigenze dei limitati Bilanci Comunali".
Il palazzo delle scuole viene costruito all'esterno dei viali di Circonvallazione, su un avvallamento che in passato faceva parte delle fortificazioni delle mura di Mirandola, utilizzando le più moderne tecniche dell'epoca: gli spigoli sono arrotondati, i pavimenti sono realizzati in asfalto artificiale, il riscaldamento è fornito da un impianto a vapore a bassa pressione che garantisce in inverno una temperatura di 15 °C nelle aule. Negli angoli dell'edificio vengono realizzate le latrine, in modo da essere comode per tutte le aule; quelle per gli alunni sono dotate di scariche d'acqua automatiche a periodi fissi, con l'acqua fornita da un grande serbatoio collocato nel sottotetto centrale del fabbricato e alimentato da una pompa azionata da un motore a gas. Le aule scolastiche, pavimentate con ghiaia e calce, potevano ospitare fino a 60 alunni.

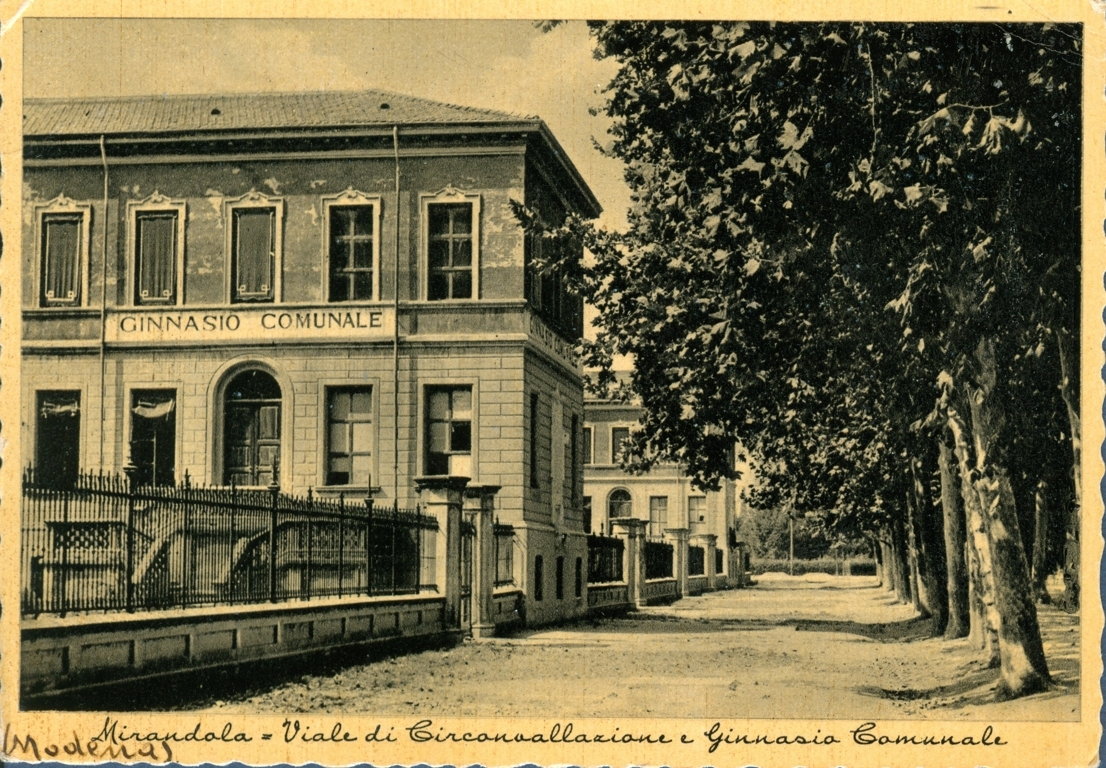
Viale di Circonvallazione e Giannasio Comunale

Il primo lotto del palazzo delle scuole fu inaugurato il 25 settembre del 1910, con una grandiosa cerimonia (costata ben 770 lire dell'epoca) alla presenza del ministro della pubblica istruzione Luigi Credaro.
I lavori di completamento del palazzo sono rallentati dallo scoppio della prima guerra mondiale, cosicché la scuola fu completata solo nel 1918. I lavori di costruzione costarono complessivamente 250.000 lire, contro un preventivo di 180.000 lire.
Dal momento che molti bambini provenivano da famiglie povere, l'amministrazione comunale fece allestire anche una grande cucina con due refettori separati per maschi e femmine, dotati con tavoloni e panche di legno e stoviglie in alluminio.
Nel 1935 il governo fascista, in previsione di possibili bombardamenti nemici ed esplosione di gas tossici, destinò i seminterrati delle scuole elementari al ricovero della popolazione civile.
Nel 1975 il palazzo fu sottoposto a lavori di ristrutturazione, con sostituzione parziale delle capriate lignee con elementi metallici, realizzazione delle palestre al piano terra di entrambe le ali laterali del palazzo e tramezzature interne per rendere le aule più piccole. A seguito del terremoto di Novellara del 2 maggio 1987 (magnitudo 4.5) e del successivo sisma dell'8 maggio 1987 a San Felice sul Panaro (magnitudo 4.0), nel 1994 l'edificio fu sottoposto a lavori di adeguamento sismico. Nel 2010-2011 il fabbricato fu sottoposto ad ulteriori interventi di miglioramento antisismico. Ciononostante, a seguito del terremoto dell'Emilia del 2012 l'edificio scolastico è stato reso inagibile, con il crollo completo del tetto, il distacco delle pareti interne e l'inclinazione delle facciate terminali delle ali laterali.
La scuola primaria Dante Alighieri, con i suoi 900 alunni, è stata temporaneamente spostata in una nuova struttura, finanziata dalla protezione civile della Regione Emilia-Romagna (4 milioni di euro) e costruita in appena 50 giorni di lavori, nella periferia occidentale di Mirandola, a fianco della nuova sede del municipio in via Giovanni Giolitti. La nuova scuola è stata inaugurata il 13 ottobre 2012 alla presenza dell'assessore regionale alla scuola Patrizio Bianchi. Il 13 settembre 2013 il ministro dell'istruzione Maria Chiara Carrozza ha inaugurato l'anno scolastico 2013-2014 nella nuova scuola primaria di Mirandola.

## Architettura

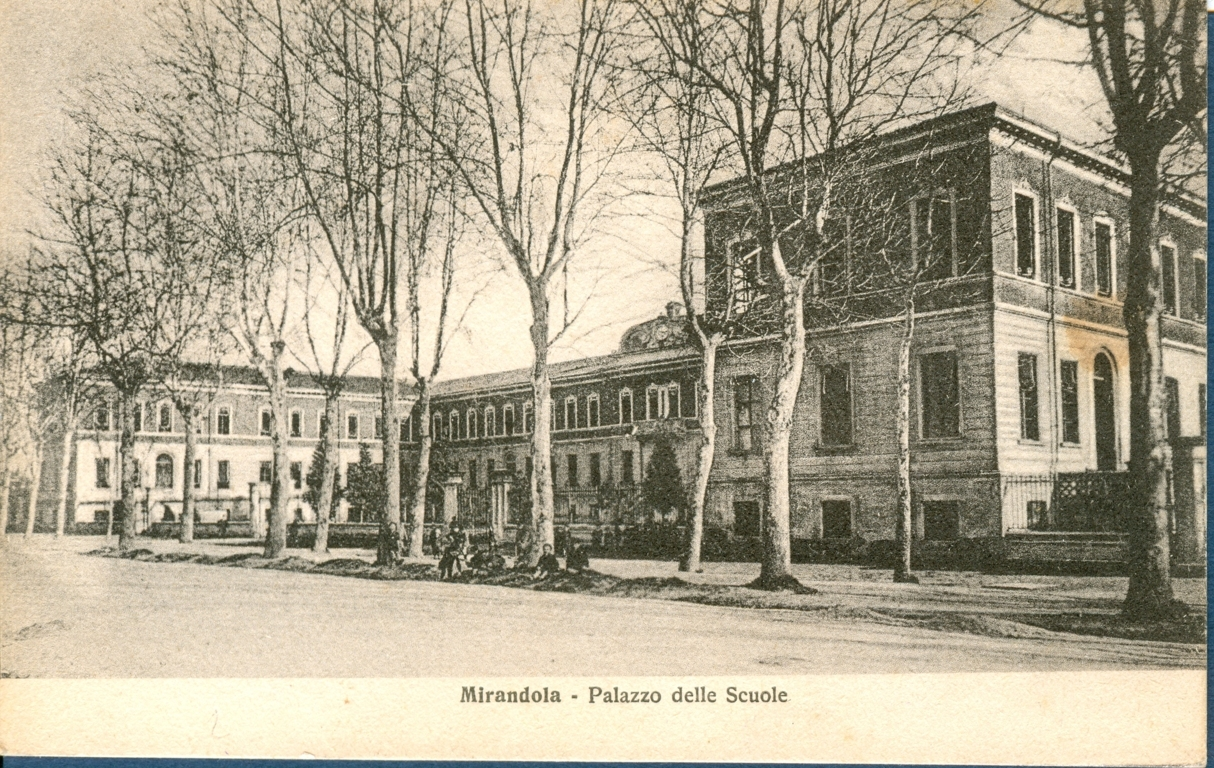
Mirandola - Palazzo delle Scuole

Il palazzo delle scuole presenta una forma a U squadrata, con il corpo centrale che si sviluppa su tre piani fuori terra (oltre ad uno scantinato e un sottotetto) in direzione est-ovest e due ali laterali minori ad aste normali. Il giardino settentrionale, posto all'interno dei tre corpi di fabbrica, è delimitato da una cancellata in ferro con base muraria, mentre la parte meridionale e quella esterna ai bracci laterali è  destinata a cortile di ricreazione.
Nel 2008 il palazzo è stato dichiarato di interesse storico-artistico per le sue forme architettoniche, l'impianto armonico della composizione dei volumi e dei partiti architettonici secondo precisi dettami gerarchici e per la valenza ambientale ed urbana per i suoi valori di massa.